# J. J. Wolf
Jeffrey John „J. J.“ Wolf (* 12. prosince 1998 Cincinnati, Ohio) je americký profesionální tenista. Ve své dosavadní kariéře na okruhu ATP Tour nevyhrál žádný turnaj. Na challengerech ATP a okruhu ITF získal šest titulů ve dvouhře.
Na žebříčku ATP byl ve dvouhře nejvýše klasifikován v únoru 2023 na 39. místě a ve čtyřhře v květnu téhož roku na 543. místě. Trénují ho Patrick Thompson a David Kass.

## Tenisová kariéra
Na juniorském mistrovství USA osmnáctiletých vybojoval v roce 2016 deblový titul s Johnem McNallym a v ročníku 2017 prohrál finále dvouhry s Patrickem Kypsonem. Na juniorce grandslamu nejdále postoupil do osmifinále US Open 2016. Na juniorském kombinovaném žebříčku ITF nejvýše figuroval v květnu 2016, kdy mu patřila 18. příčka. V letech 2017–2019 hrál univerzitní tenis na Ohijské státní univerzitě, kde se připojil k sestře Danielle Wolfové. V ročníku 2017 byl vyhlášen nováčkem roku v západní konferenci Big Ten a o dva roky později se v ní stal i hráčem roku.
Debut v hlavní soutěži nejvyšší grandslamové kategorie zaznamenal v mužském deblu US Open 2016, do níž získal s Johnem McNallym divokou kartu díky titulu na juniorském šampionátu USA. Na úvod je vyřadila australsko-brazilská dvojice Chris Guccione a André Sá. Hlavní soutěž okruhu ATP Tour, vyjma grandslamu, si poprvé zahrál na Western & Southern Open 2020 v rodném Cincinnati, kde potřetí obdržel divokou kartu do kvalifikace. Po výhrách nad Gerasimovem a Munarem z ní postoupil do dvouhry. V jejím úvodu však nestačil na francouzskou světovou padesátku Richarda Gasqueta. Již v cincinnatské kvalifikaci 2018 přehrál osmdesátého pátého hráče pořadí Jozefa Kovalíka, čímž dosáhl první výhry nad členem elitní světové stovky. Do první grandslamové dvouhry zasáhl na US Open 2020. Po výhrách nad třicátým šestým mužem klasifikace Guidem Pellou a Španělem Robertem Carballésem Baenou nenašel ve třetím kole recept na světovou pětku Daniila Medveděva.
Do čtvrtfinále se poprvé probojoval na washingtonském Citi Open 2022, do něhož nastoupil po debutovém průniku mezi Top 100, když mu na počátku srpna patřila 99. příčka. Ve druhém utkání premiérově zdolal člena světové třicítky, dvaadvacátého Denise Shapovalova. Po vítězství nad dalším hráčem Top 30 Holgerem Runem jej vyřadila světová osmička Andrej Rubljov. Na US Open 2022 premiérově zdolal člena světové dvacítky, osmnáctého Roberta Bautistu Aguta. Následně zvládl duel s Chilanem Alejandrem Tabilem, ale ve třetím kole podlehl Australanu Nicku Kyrgiosovi.

## Finále na okruhu ATP Tour
| Legenda                   |
| D – dvouhra; Č – čtyřhra  |
| Grand Slam (0)            |
| Turnaj mistrů (0)         |
| ATP Tour Masters 1000 (0) |
| ATP Tour 500 (0)          |
| ATP Tour 250 (0–1 D)      |

### Dvouhra: 1 (0–1)
| Stav      | č. | datum          | turnaj            | povrch    | soupeř ve finále      | výsledek |
| --------- | -- | -------------- | ----------------- | --------- | --------------------- | -------- |
| Finalista | 1. | 16. října 2022 | Florencie, Itálie | tvrdý (h) | Félix Auger-Aliassime | 4–6, 4–6 |

## Tituly na challengerech ATP a okruhu ITF
| Legenda                |
| ---------------------- |
| Challengery (5 D; 0 Č) |
| ITF (1 D; 0 Č)         |

### Dvouhra (6 titulů)
| Č. | datum         | turnaj                      | povrch    | poražený finalista | výsledek                |
| -- | ------------- | --------------------------- | --------- | ------------------ | ----------------------- |
| 1. | říjen 2017    | Harlingen, Spojené státy    | tvrdý     | Evan Zhu           | 6–7(1–7), 6–1, 6–2      |
| 1. | leden 2019    | Columbus, Spojené státy     | tvrdý (h) | Mikael Torpegaard  | 6–7(4–7), 6–3, 6–4      |
| 2. | listopad 2019 | Champaign, Spojené státy    | tvrdý (h) | Sebastian Korda    | 6–4, 6–7(3–7), 7–6(8–6) |
| 3. | leden 2020    | Nouméa, Nová Kaledonie      | tvrdý     | Júiči Sugita       | 6–2, 6–2                |
| 4. | březen 2020   | Columbus, Spojené státy (2) | tvrdý (h) | Denis Istomin      | 6–4, 6–2                |
| 5. | říjen 2021    | Las Vegas, Spojené státy    | tvrdý     | Stefan Kozlov      | 6–4, 6–4                |